# Lasia rufa
Lasia rufa är en tvåvingeart som först beskrevs av Philippi 1865.  Lasia rufa ingår i släktet Lasia och familjen kulflugor. Inga underarter finns listade i Catalogue of Life.